# 圣像破坏主义

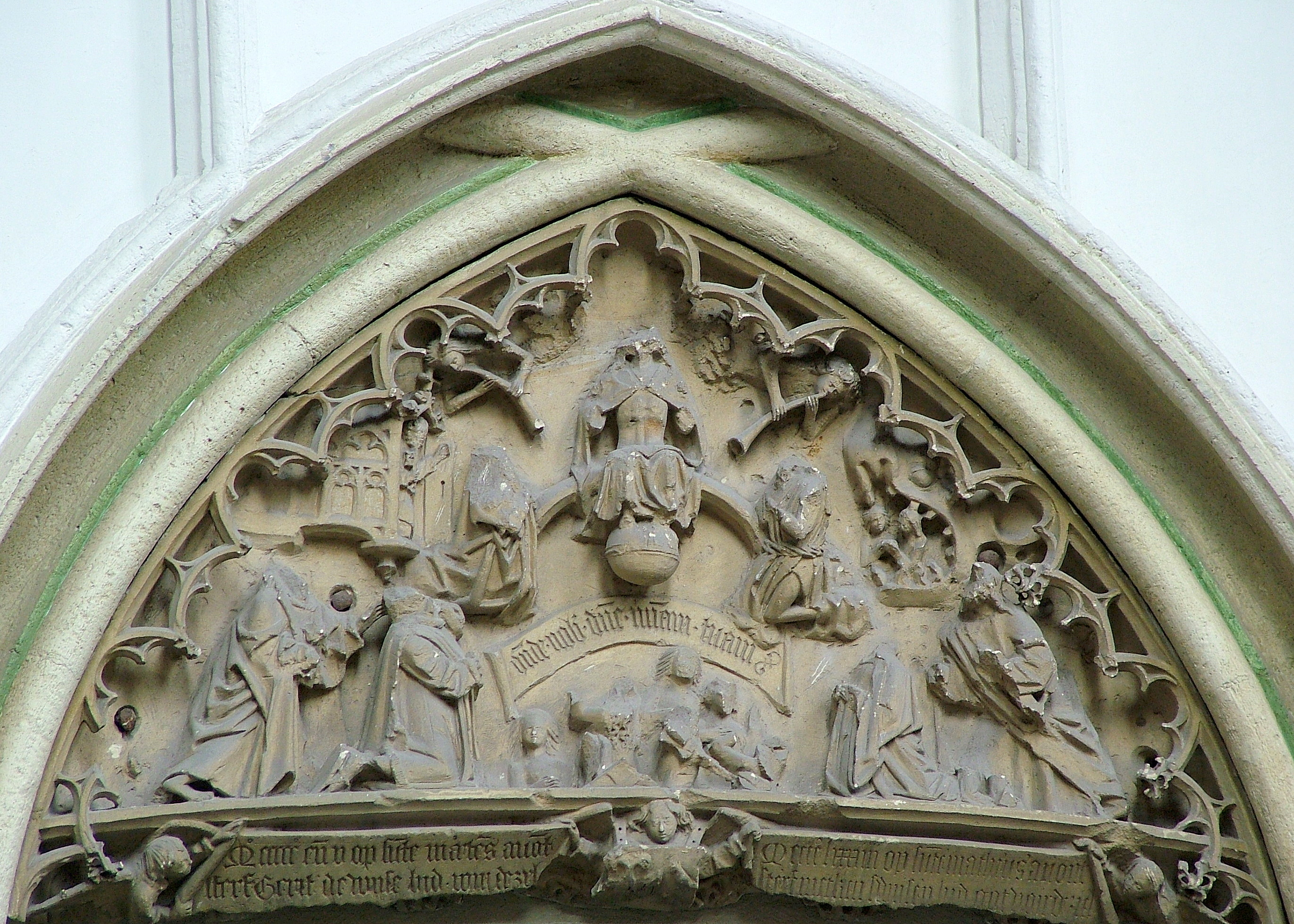
16世纪宗教改革中打破偶像崇拜的行为。

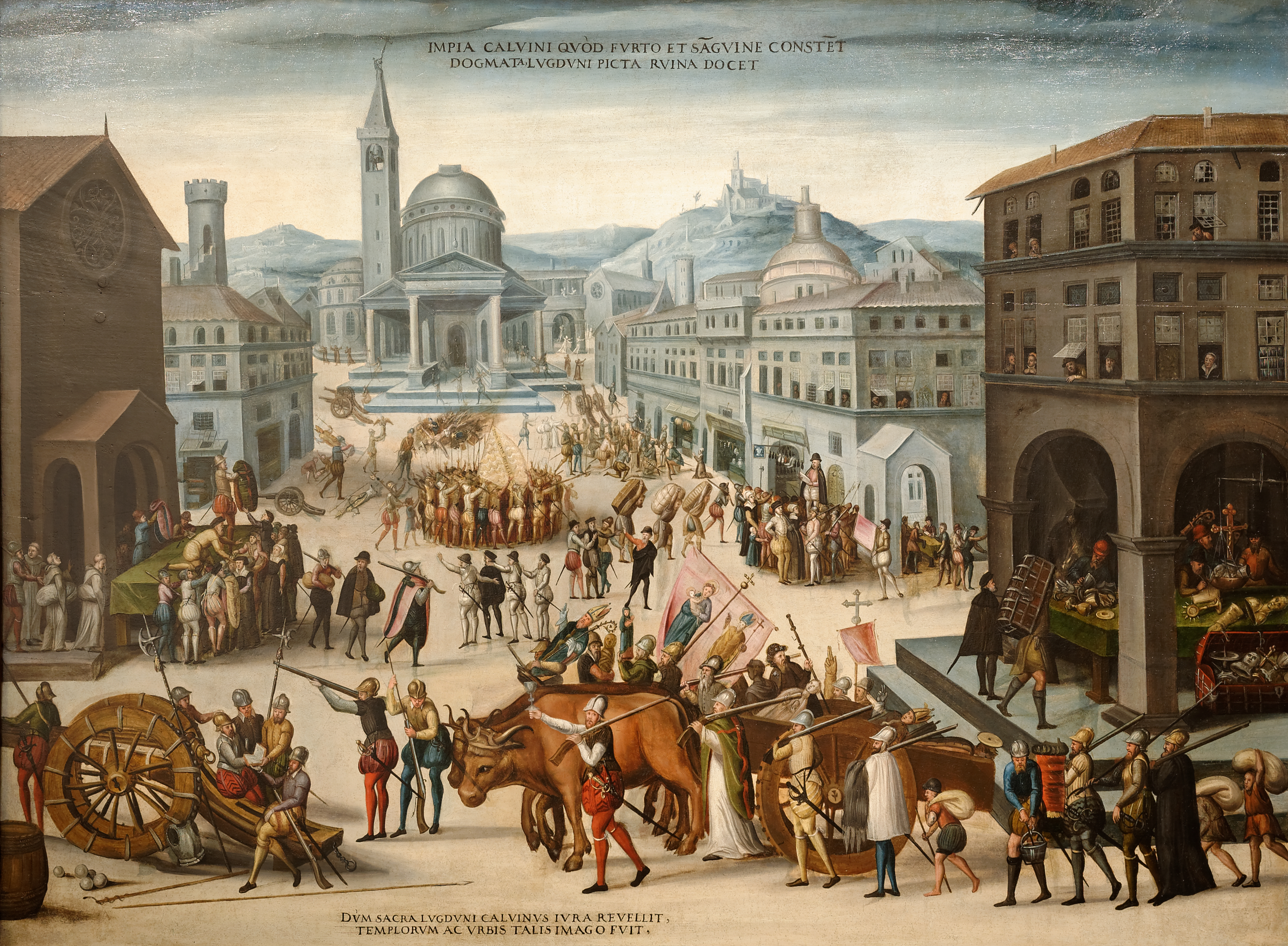
里昂教堂被新教歸正宗信徒洗劫 1562年 安东尼·卡伦

圣像破坏主义指一种对宗教偶像或其它象征或纪念物的刻意摧毁的行为，通常带有宗教或政治动机。此行为经常发生在重大政治或宗教变动之后。该术语也包括更为具体的行为：统治者死后或被推翻后，对其形象的摧毁，如古埃及国王阿蒙霍特普四世死后接连发生的活动。

## 延伸閱讀
- 聖像破壞運動